# Accident d'un Lockheed WC-130H de la garde nationale aérienne
L'accident du Lockheed WC-130H de la garde nationale aérienne s'est déroulé le 2 mai 2018 aux États-Unis. Le crash a causé la mort des neuf passagers et membres d'équipage de l'avion.

## L'accident
L'accident s'est déroulé à 11 heures 30 du matin, l'avion ayant percuté le sol au niveau de l'autoroute 21 dans le comté de Chatham. 

## L'avion
L'avion en question est le Lockheed WC-130H numéro 65-0968. Il s'agit d'un avion de reconnaissance météorologique. Il appartenait au 156th Airlift Wing (en) américain et a été totalement détruit dans l'accident.

## Sources & références

### Sources web
- L'accident traité par le site francophone AvionsLégendaires